# Петронас (генерал)
Петронас (грч. Πετρωνᾶς; умро 11. новембра 865) био је истакнути византијски генерал и водећи аристократа средином 9. века. Петронас је био брат царице Теодоре, а самим тим и шурак цара Теофила, под којим је напредовао у чин патрикија и место дроунгариоса из Вигла пука. Након Теофилове смрти, играо је улогу у окончању иконоборства, али је био по страни заједно са својим братом Вардом током малолетства његовог нећака, цара Михаила III, када је власт држао намесник Теоктист. Године 855. Петронас и Варда су охрабрили цара Михаила III да преузме контролу над владом: Теоктист је убијен, царица Теодора прогнана у манастир, Варда је постао Михаилов главни министар, а Петронас је добио задатак да води рат против Арапа. Године 863. постигао је поразну победу у бици код Лалакаона, подвигу који је означио постепени почетак византијске контраофанзиве на Истоку. Унаприеђен у магистрос и доместикос тон сцхолон, умро је 865.

## Биографија
Петронас је рођен од дроунгариоса Марина и Теоктисте и био је млађи брат Варде и царице Теодоре, жене цара Теофила .   Три друге сестре, Каломарију, Софију и Ирину, забележио је Теофанов Настављач . 
Под царем Теофилом је постављен за команданта ( дроунгариоса ) гардијског пука ( тагма ) Вигле и подигнут у чин патрикија .  Године 842, док је цар Теофил лежао на самрти, Петронас и евнух Теоктист извршили су погубљење патрикија Теофоба,   бившег хурамског обраћеника и војсковође, чије су се трупе побуниле и прогласиле га за цара у Синопи неколико година раније.  Међутим, упркос његовом сродству са царем Теофилом, прича се да је цар једном наредио да Петронаса скине голог и јавно бичеван зато што је саградио палату која је засенила кућу једне удовице, противно закону. Сама палата је тада срушена, а и грађевински материјал и плац остављени су удовици.  
Када је цар Теофил умро 842. године, царица Теодора је остављена као намесник свом малолетном сину, цару Михаилу III . Основан је намеснички савет на челу са царицом Теодором, заједно са Петронасом и Вардом и њиховим рођаком Сергијем Никетијатом .  Наводи се да је Петронас подстицао царицу Теодору да укине Теофилову иконокластичку политику,  што је на крају резултирало обнављањем поштовања икона у такозваном „ Тријумфу православља “ 11. марта 843.   ] .  Убрзо након тога, логотет Теоктист успешно су избацили Петрона и Варду са стране, док је Никецијат погинуо у експедицији против критских Сарацена, остављајући министра евнуха као доминантну фигуру током Теодориног намесништва. 
Међутим, 855. године цар Михаило III је напунио петнаест година и тако је номинално постао пунолетан. Млади владар је почео да негодује због доминације своје мајке и Теоктиста, посебно након што су изабрали Евдокију Декаполитису за његову невесту, не обазирући се на Михаилову приврженост његовој љубавници, Евдокији Ингерини .   Уз подршку својих ујака Варде и Петронаса, цар Михаило III је наредио да се Теоктист ухвати и убије крајем 855. године, док је Петронас спровео заточење царице и њених кћери у манастир .  Варда је сада уздигнут у чин Цезара и постао је ефективни гувернер Византијског царства. На овој позицији показао је изузетну енергију и способност, а међу најважнијим његовим политичким одлукама био је агресивнији став против Арапа на истоку.  Сходно томе, Петронас је постављен за стратега моћне Тракезије. У свом првом походу, против павликијана из Тефрике 856. године, опљачкао је свој пут кроз емират Мелитене и павликијанске земље до Самосате и Амиде у Горњој Месопотамији . Након што је продро дубље на арапску територију него било који византијски командант од почетка муслиманских освајања, вратио се као победник са много заробљеника.  
Године 863., арапска војска, коју је предводио емир Мелитене, Умар ал-Акта (830—863), упала је дубоко у византијску територију, достигавши обалу Црног мора код Амисоса . Петронас је био задужен за све византијске трупе које су се окупљале да би се супроставиле инвазији, и кроз бриљантну координацију, три одвојене снаге су успеле да се приближе арапској војсци, опколе је и униште у бици код Лалакаона 3. септембра 863. године.    Петронас је однео главу свог пораженог непријатеља у Цариград, где га је његов нећак почастио тријумфалним уласком . Убрзо је подигнут у чин магистра и на место доместика схола (главног команданта војске). 
Пораз Арапа и њихових павликијанских савезника постао је прекретница у арапско-византијским ратовима . Овом победом Петронас и Варда су могли да обезбеде своје источне границе, ојачају византијску државу и поставе терен за византијска освајања 10. века.   Византијски хроничари додају да победнички војсковођа није дуго живео после победе. Хагиографија, коју је написао савременик, тврди да је Петронас умро истог дана када и његов духовни отац Свети Антоније Млађи, две године и два месеца након што је разбио арапску војску. Сахрањен је у манастиру Гастрија, где је његов камени саркофаг постављен насупрот саркофага његове сестре, Свете царице Теодоре, и његових нећакиња. 